# Ronald Laing
Ronald David Laing (Govanhill, Glasgow, 7 de Outubro de 1927 — Saint-Tropez, 23 de agosto de 1989) foi um psiquiatra britânico, notável teórico e líder do movimento que foi de encontro à psiquiatria ortodoxa, ao lado de David G. Cooper, Thomas Szasz e Michel Foucault. Destacou-se por sua abordagem inovadora da doença mental e, particularmente, da experiência da psicose. Promoveu uma revolução de conceitos na sua área, ao buscar compreender a lógica por trás dos sintomas ditos irracionais. 
As ideias de Laing sobre as causas e o tratamento da disfunção mental grave, fortemente influenciadas pelo existencialismo, especialmente pela filosofia de Jean-Paul Sartre, foram de encontro à psiquiatria ortodoxa. Para ele, os sentimentos expressos pelo paciente eram descrições válidas  da experiência vivida, mais do que simples sintomas de um distúrbio. Laing foi associado ao movimento da antipsiquiatria, embora ele próprio rejeitasse o rótulo. Politicamente, era considerado como um pensador da New Left.
Na Psiquiatria, uma das suas contribuições teóricas mais importantes é O Eu Dividido (The Divided Self, 1960), no qual expõe a compreensão subjetiva, verdadeiramente psicológica, dos pacientes classificados como Esquizofrênicos. Essa obra contrasta com as teorias de  psiquiatras da linha "organicista", como Kraepelin, que consideravam que os transtornos mentais eram meramente expressão de doenças orgânicas do cérebro. 
Trabalhou no Tavistock Institute of Human Relations, em Londres, entre 1956 e 1964. Seu primeiro livro, The Divided Self: An Existential Study in Sanity and Madness (O Eu dividido) foi completado em Tavistock, em 1957, e publicado em 1960. Nele, Laing usa conceitos fenomenológico-existenciais para a compreensão dos chamados esquizofrênicos.
Em 1965 Laing e um grupo de colegas fundaram a Philadelphia Association, em Londres, e criaram um projeto de comunidade psiquiátrica em Kingsley Hall, onde pacientes e terapêutas viviam juntos.
Um dos psiquiatras que trabalharam com ele, David Cooper, propôs que usassem o termo "antipsiquiatria" para se distinguirem dos psiquiatras tradicionais, mas Laing rejeitou a denominação, argumentando que a etimologia da palavra 'psiquiatria' era "medicina da alma" e  isso - uma verdadeira psiquiatria - era o que ele buscava praticar e resgatar .

## Publicações selecionadas
- Laing, R.D. (1960) The Divided Self: An Existential Study in Sanity and Madness. Harmondsworth: Penguin .
- Laing, R.D. (1961) The Self and Others. London: Tavistock Publications .
- Laing, R.D. & Esterson, A. (1964) Sanity, Madness and the Family. London: Penguin Books.
- Laing, R.D. & Cooper, D.G. (1964) Reason and Violence: A Decade of Sartre's Philosophy. (2nd ed.) London: Tavistock Publications Ltd.
- Laing, R.D., Phillipson, H. & Lee, A.R. (1966) Interpersonal Perception: A Theory and a Method of Research. London: Tavistock.
- Laing, R.D. (1967) The Politics of Experience and the Bird of Paradise. Harmondsworth: Penguin.
- Laing, R.D. (1970) Knots. London: Penguin.
- Laing, R.D. (1971) The Politics of the Family and Other Essays. London: Tavistock Publications.
- Laing, R.D. (1976) Do You Love Me? An Entertainment in Conversation and Verse. New York: Pantheon Books.
- Laing, R.D. (1976) Sonnets. London: Michael Joseph.
- Laing, R.D. (1976) The Facts of Life. London: Penguin.
- Laing, R.D. (1977) Conversations with Adam and Natasha. New York: Pantheon.
- Laing, R.D. (1982) The Voice of Experience: Experience, Science and Psychiatry. Harmondsworth: Penguin.
- Laing, R.D. (1985) Wisdom, Madness and Folly: The Making of a Psychiatrist 1927-1957. London: Macmillan.